# Dorstenia involuta
Espèce
Dorstenia involuta est une espèce de plantes à fleurs de la famille des Moraceae et du genre Dorstenia, endémique du Cameroun.

## Description
C'est un arbuste de 0,5 à 2 m de hauteur.
Ses tiges sont ramifiées ou non, la base des rameaux inférieurs ligneuse et glabre, la partie feuillée est pubérulente. Les feuilles sont distiques, acuminées à l'apex et à marge entière ou sinuée ou dentée. La limbe est obovale, parfois linéaire. Les nervures sont proéminentes et les stipules caduques et triangulaires. Ses inflorescences sont solitaires, son pédoncule pubérulent. Les fleurs mâles sont plus nombreuses et les fleurs femelles à périanthe tubulaire. Son noyau est d’environ 10 mm de diamètre, lisse.

## Écologie
Elle est présente dans les forêts côtières de basse altitude.

## Répartition
Endémique, assez rare, l'espèce a été observée dans le Sud du Cameroun, notamment dans la réserve forestière de Kienké, à Bidou I, Bidou II, Bipaga II et sur l'île de Dipikar.

## Systématique
Le nom correct complet (avec auteur) de ce taxon est Dorstenia involuta Hijman (d) & C.C.Berg,.

### Publication originale
- (en) C.C. Berg et Maria E.E. Hijman, « A precursor to the treatment of Dorstenia for the floras of Cameroun and Gabon », Adansonia nouvelle série, vol. 16,‎ 1977, p. 415-443 (ISSN 0001-804X, lire en ligne, consulté le 9 juin 2025).